# Hilzen
Hilzen (Hülsen, Hylzen, Ilzen), herb szlachecki.
- Opis herbu:

W polu srebrnym, na pasie czerwonym, prawoukośnym - trzy srebrne romby. W klejnocie między prawym srebrnym i lewym czarnym rogami bawolimi ten sam pas.
- Najwcześniejsze wzmianki:

## Herbowni
Hilzen
- Jerzy Mikołaj Hylzen (ur. 6 grudnia 1692 w Dagdzie, zm. 24 kwietnia 1775 w Warszawie) – biskup smoleński w latach 1745–1763, duchowny pisarz wielki litewski od roku 1740
- Jan August Hylzen (ur. 1702, zm. 14 lutego 1767 w Warszawie) – wojewoda miński od 1754, kasztelan inflancki od 1744, marszałek Trybunału Głównego Wielkiego Księstwa Litewskiego w latach 1749–1750, starosta brasławski, parchowski i kazuński, kronikarz Inflant, historyk i publicysta.
- Józef Jerzy Hylzen (ur. w 1736, zm. 31 sierpnia 1786 w Rzymie), wojewoda mścisławski od 1770, wojewoda miński od 1767, kasztelan inflancki od 1760, szambelan króla Augusta III, starosta brasławski, działacz wolnomularski.